# Paulo Costanzo
Paulo Costanzo (* 21. září 1978 Brampton, Kanada) je kanadský herec, který je znám hlavně díky svým roli ve filmu Road Trip (2000) a v sitcomu Joey (2004-2006), kde si zahrál synovce Joeyho Tribbianiho.
Paulo se narodil v Bramptonu v Ontariu. Jeho matka je zpěvačka a skladatelka a jeho otec je herec. Z poloviny je Ital. 

## Filmografie

### Film
| Rok  | Název                         | Role                   | Poznámky       |
| ---- | ----------------------------- | ---------------------- | -------------- |
| 2000 | Road Trip                     | Rubin Carver           |                |
| 2001 | Josie a její kočičky          | Alexander Cabot        |                |
| 2001 | Gypsy 83                      | Troy                   |                |
| 2002 | 40 dnů a 40 nocí              | Ryan                   |                |
| 2003 | Strach                        | Stuart 'Stu' Stein     |                |
| 2003 | Blaznivej sejf                | Laurie                 |                |
| 2004 | The Tao of Pong               | Hank                   | také producent |
| 2006 | Dr. Dolittle 3                | Cogburn, krocan (hlas) |                |
| 2006 | Puff, Puff, Pass              | Tenant #1              |                |
| 2006 | Všechno jde do háje           | Ryan                   |                |
| 2007 | The Day the Dead Weren't Dead | poručík Sandbrooks     |                |
| 2008 | Pod kůží                      | Seth Belzer            |                |
| 2010 | A Beginner's Guide to Endings | Jacob 'Cob' White      |                |
| 2013 | How to Be a Man               | Gary                   |                |

### Televize
| Rok       | Název                                     | Role                       | Poznámky                                 |
| --------- | ----------------------------------------- | -------------------------- | ---------------------------------------- |
| 1997      | Ready or Not                              | Tom DeCarlo                | díl: „Druhá generace“                    |
| 1997      | Kmotrův psychiatr                         | Mladý Vito                 | TV film                                  |
| 1998      | My Date with the President's Daughter     | Arthur                     | TV film                                  |
| 1998      | Rescuers: Stories of Courage: Two Couples | Yaakov/Gaston              | TV film                                  |
| 1998–1999 | Animorphs                                 | Aximili-Esgarrouth-Isthill | vedlejší role, 19 dílů                   |
| 1999      | Seasons of Love                           | Eugene                     | 2 díly                                   |
| 1999      | Psi Factor: Chronicles of the Paranormal  | Tony D'Angelo              | díl: „Nocturnal Cabal“                   |
| 2004–2006 | Joey                                      | Michael Tribbiani          | hlavní role, 46 dílů                     |
| 2008      | The More Things Change..                  | Nesby Phelps               | TV film                                  |
| 2009–2016 | Milionový lékař                           | Evan R. Lawson             | hlavní role, 104 dílů                    |
| 2012      | Sketchy                                   |                            | díl: „The Artist's Intervention“         |
| 2014      | Myšlenky zločince                         | Shane Wyeth                | díl: „The Black Queen“                   |
| 2015      | Expanze                                   | Shed Garvy                 | hlavní role (1. řada), 4 díly, 4 díly    |
| 2016      | The Night Of                              | Ray Halle                  | hlavní role, 4 díly                      |
| 2017–2018 | Prezident v pořadí                        | Lyor Boone                 | hlavní role, 22 dílů                     |
| 2017      | Dobrý boj                                 | Keith Fisk                 | díl: „Stoppable: Requiem for an Airdate“ |

### Videohry
| Rok  | Název                | Role        | Poznámky |
| ---- | -------------------- | ----------- | -------- |
| 2005 | 50 Cent: Bulletproof | Matt (hlas) |          |